# Tallgräsfjäril
Tallgräsfjäril (Oeneis jutta) är en fjärilsart som beskrevs av Jacob Hübner 1806. Tallgräsfjäril ingår i släktet Oeneis och familjen praktfjärilar. Enligt den finländska rödlistan är arten nära hotad i Finland. Arten är reproducerande i Sverige. Artens livsmiljö är tallmyrar. Inga underarter finns listade i Catalogue of Life.

## Bildgalleri

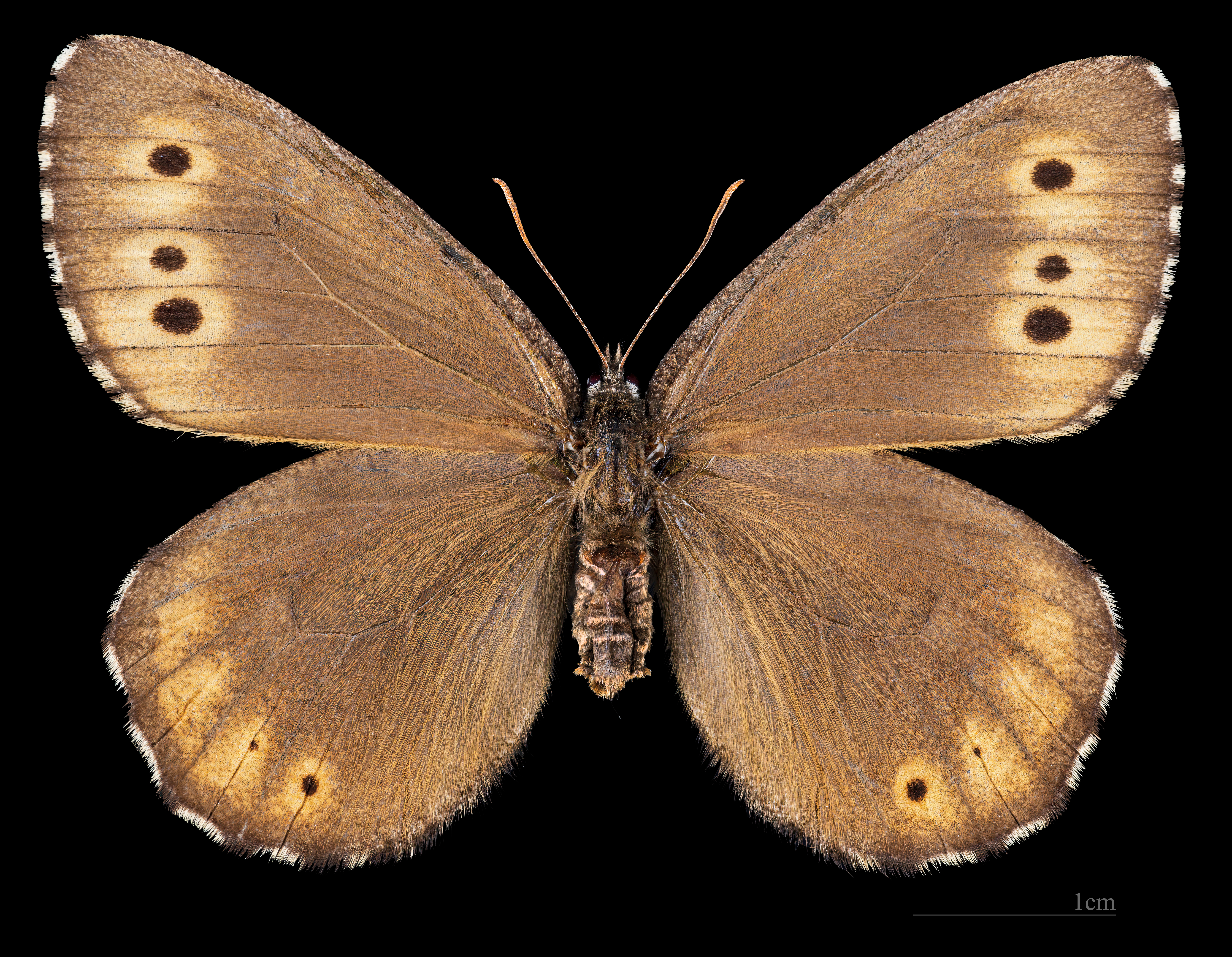
Oeneis jutta jutta  ♂
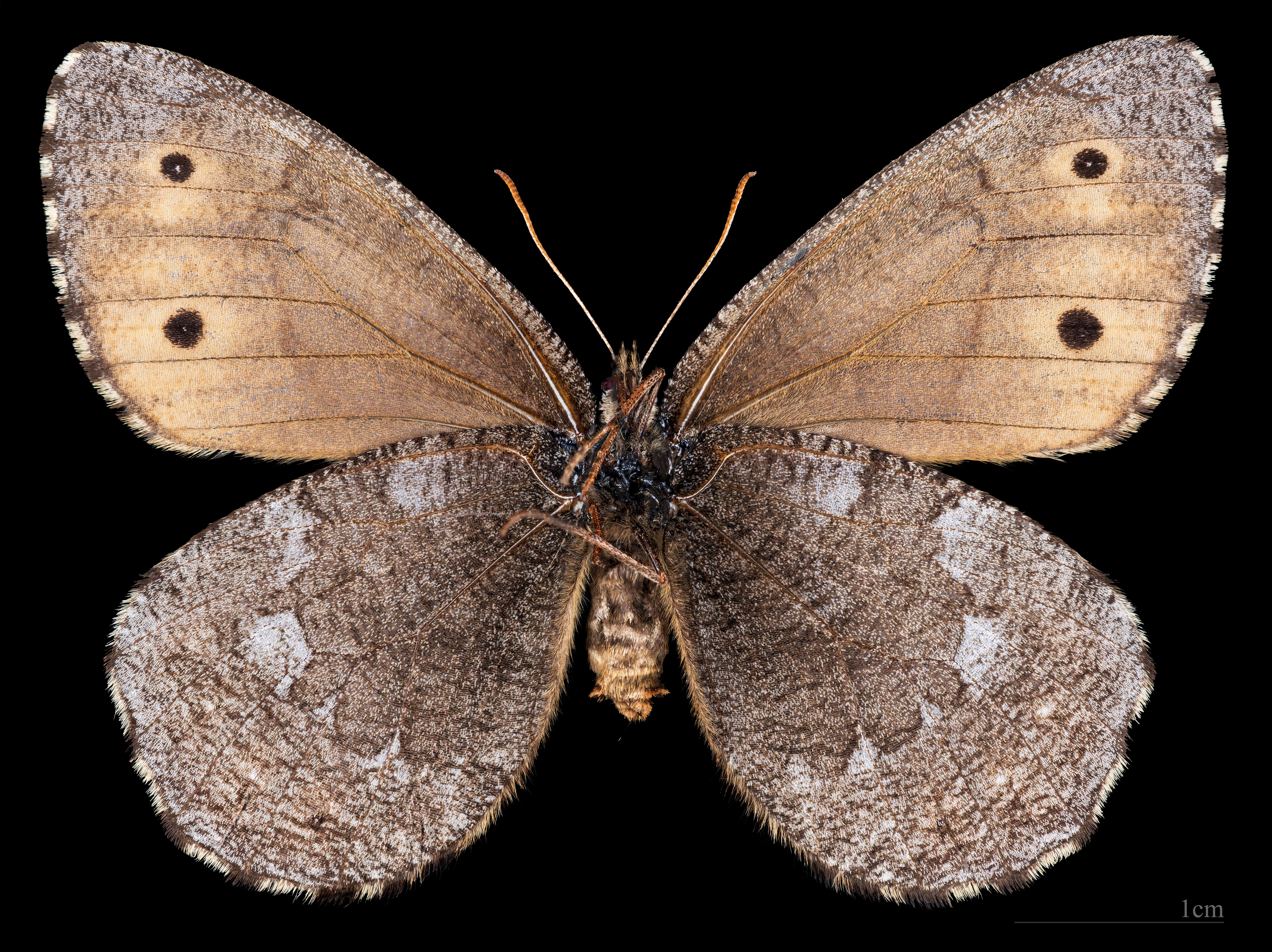
Oeneis jutta jutta ♂  △